# Miladin Stevanović
Miladin Stevanović (serb. cyr. Миладин Стевановић, ur. 11 lutego 1996 w Bijeljinie) – serbski piłkarz występujący na pozycji prawego lub środkowego obrońcy w serbskim klubie FK Čukarički. Były młodzieżowy reprezentant Serbii, z którą zdobył złoty medal mistrzostw świata do lat 20. w 2015.

## Sukcesy

### Klubowe
FK Partizan
- Mistrz Serbii: 2014/2015
- Zdobywca Pucharu Serbii: 2015/2016

### Reprezentacyjne
Serbia U-20
- Mistrzostwo Świata do lat 20.: 2015

## Odznaczenia
- Medal za Zasługi (Republika Serbska)

## Życie prywatne
Jego kuzyn Svetozar Marković również jest piłkarzem, obecnie występuje w Olympiakosie SFP.